# Castelletto d’Erro
Castelletto d’Erro (piemontesisch Castlèt d'Er) ist eine Gemeinde in der italienischen Provinz Alessandria (AL), Region Piemont.

## Lage und Einwohner
Die Gemeinde Castelletto d’Erro liegt rund 50 km südwestlich von der Provinzhauptstadt Alessandria entfernt, nahe des Erro. Sie umfasst eine Fläche von 4 Quadratkilometern und hat 128 (Stand 31. Dezember 2023) Einwohner.
Die Nachbargemeinden sind Bistagno, Cartosio, Melazzo, Montechiaro d’Acqui und Ponti.

### Bevölkerungsentwicklung
Castelletto d’Erro hatte in den letzten 100 Jahren eine Bevölkerungsrückgang von 75 % zu verkraften.

## Geschichte

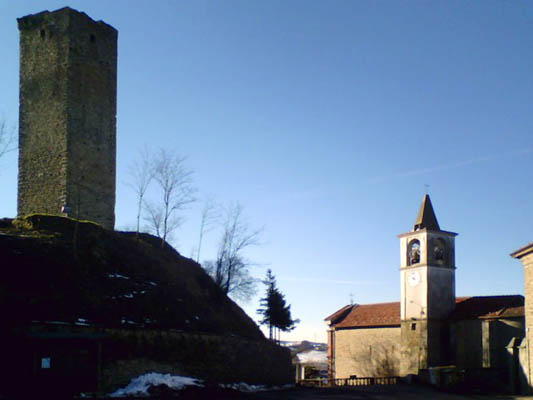
Der Turm und die Kirche Nostra Signora Annunziata

Sein Name wurde erst vor kurzem gebildet und setzt sich aus dem bestimmten „Castelletto“, der Verkleinerungsform von „Castello“, und dem bestimmten „Erro“, dem Namen des nahegelegenen Fusses, zusammen. Seine Ursprünge reichen mit ziemlicher Sicherheit bis ins Mittelalter zurück. Genau zu dieser Zeit wurde es mit einer Umfassungsmauer ausgestattet, die es vor Feinden schützen sollte. Tatsächlich wurden ständig Kriege zwischen den verschiedenen Herren des Ortes sowie zwischen den genuesischen Armeen und denen der Gemeinden der Ebene geführt. Zuerst war es ein Lehen der Markgrafen von Monferrato, später der Familie Guasco von Alessandria und dann der Asinari des nahegelegenen Cartosio. Es war auch Schauplatz der Schlachten der französischen und spanischen Armeen. 

## Sehenswürdigkeiten
- Der quadratischer Turm im Zentrum des Dorfes aus der Zeit vor dem Jahr 1000, der das einzige Zeugnis einer antiken Burg darstellt. Er ist auch auf dem Wappen abgebildet und gilt als Wahrzeichen der Gemeinde.[2]
- Die Pfarrkirche Nostra Signora Annunziata aus dem 16. Jahrhundert.
- Die Ruinen der antiken Burg Tinazza aus dem 15. Jahrhundert, erbaut im Jahr 1300.
- Die Kapelle Sant'Onorato.

## Weinbau
In Castelletto d’Erro werden Reben für den Dolcetto d’Acqui, einen Rotwein mit DOC-Status angebaut. Die Beeren der Rebsorten Spätburgunder und/oder Chardonnay dürfen zum Schaumwein Alta Langa verarbeitet werden.